# Sveti Julijan i Bazilisa
O Svetim Julijanu i Bazilisi neznamo mnogo, no prema predaji bili su supružnici iz Egipta koji su stradali tijekom Dioklecijanovim i Maksimilijanovim progonima. Svoj su dom pretvorili u hospicij zbog čega su uhićeni i smaknuti u Aleksdandriji, prema predaji 304. godine te ih se smatra zaštitnicima siromašnih bolesnika i hospicija